# Jorge Penné

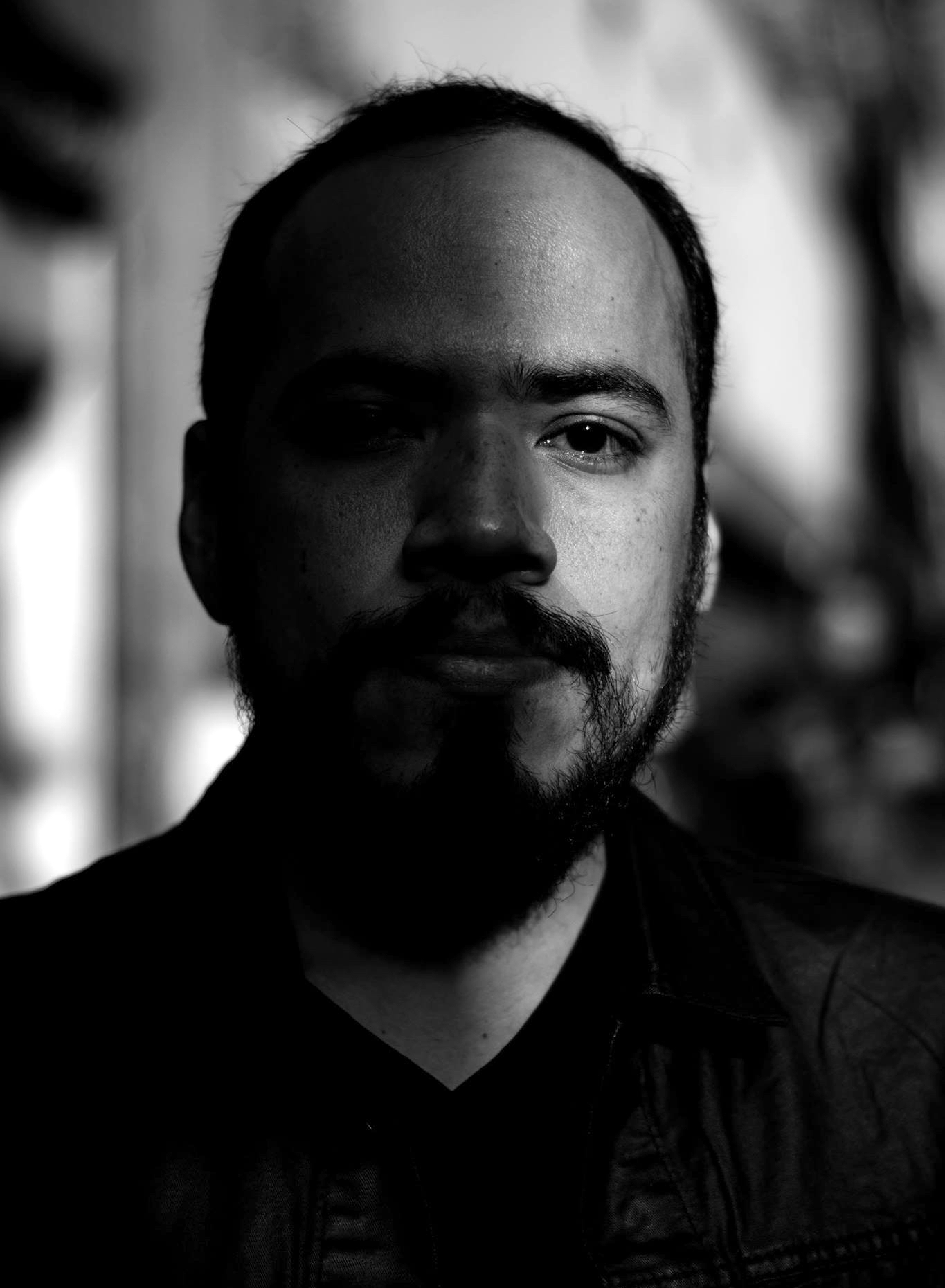
Jorge Penné

Jorge Penné (Ciudad de México, 18 de marzo de 1986) es un caricaturista mexicano que se destaca por su estilo de trazo preciso que abarca los terrenos del arte y del periodismo. Ha publicado en the New Yorker desde el 2022, así como en El Universal, Excélsior, Esquire, Le Temps y Le Monde. Desde el 2012, publica regularmente una tira cómica sobre la infancia digital en Animal Político. Es miembro de Cartooning for Peace desde 2016.

## Datos biográficos
Inició su carrera en 2008 como caricaturista en el periódico mexicano El Universal. En el 2012 comenzó a publicar regularmente una tira cómica en Animal Político centrada en el personaje de un niño llamado “Ramón” que relata las experiencias de las infancias que crecen en el contexto digital.
Ha sido seleccionado en tres ediciones del World Press Cartoon. Trabajó como caricaturista editorial en el periódico Excélsior entre el 2013 y el 2016. En el 2022, participó en el Encuentro Internacional de Caricatura de Historieta de la Feria Internacional del Libro de Guadalajara.

## Premios
- 2019. Tercer premio en la XXI Bienal del Humor, con la obra Afinidad[8]
- 2016. Mención honorífica en V Concurso Internacional del Cartón de Sinaloa[9]
- 2015. Mención honorífica en el XI Premio Nacional Rostros de la Discriminación, con el trabajo “Diferencia”, publicado en el Periódico Excélsior[10]